# Lijst van strokartonfabrieken in Nederland

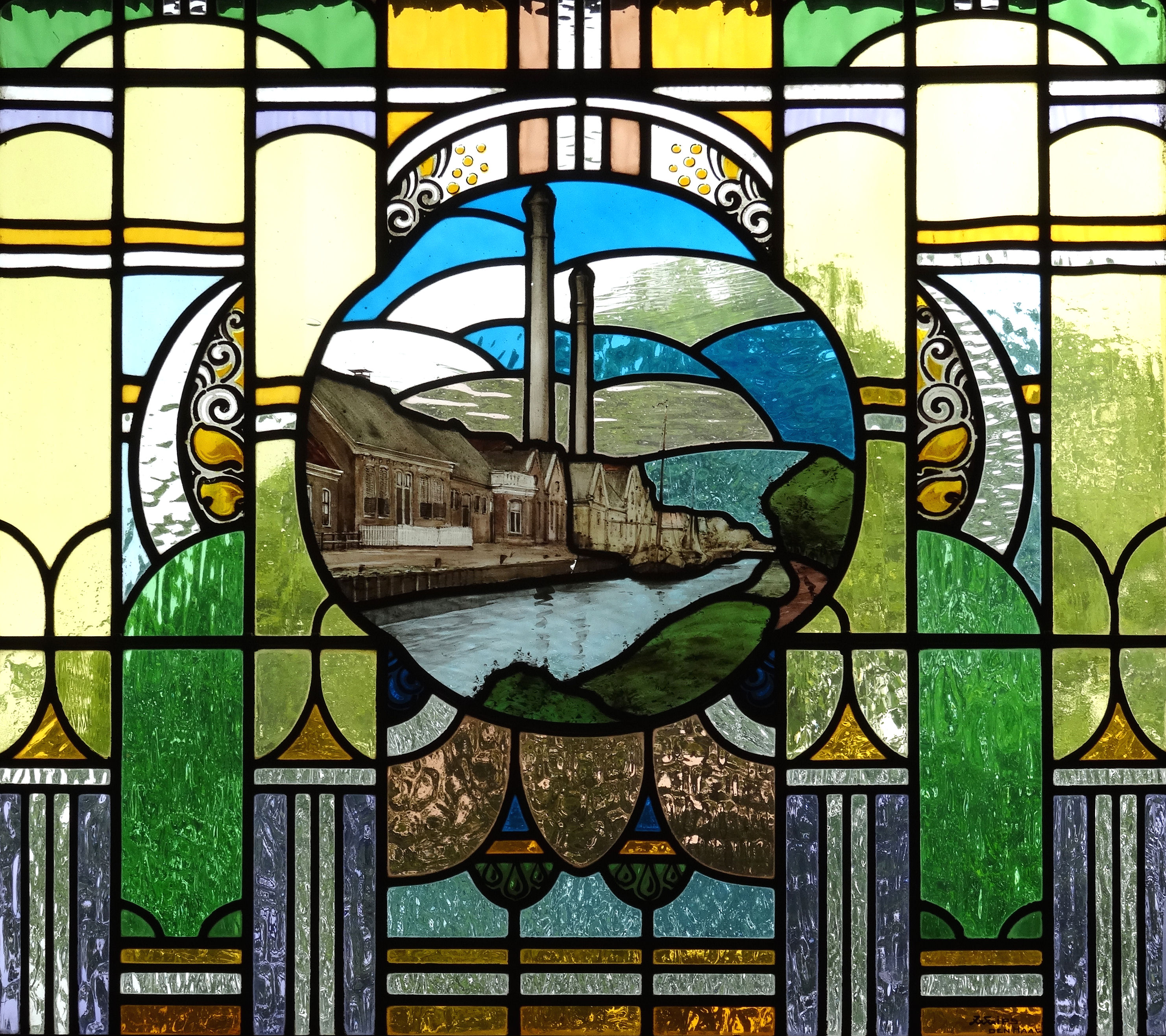
Glas-in-loodraam in Villa Vredenrust (1905) in Groningen, met een afbeelding van de strokartonfabriek Hooites-Beukema aan de huidige Beukemastraat in Hoogezand. Het raam werd ontworpen door Johannes Willem Gips.

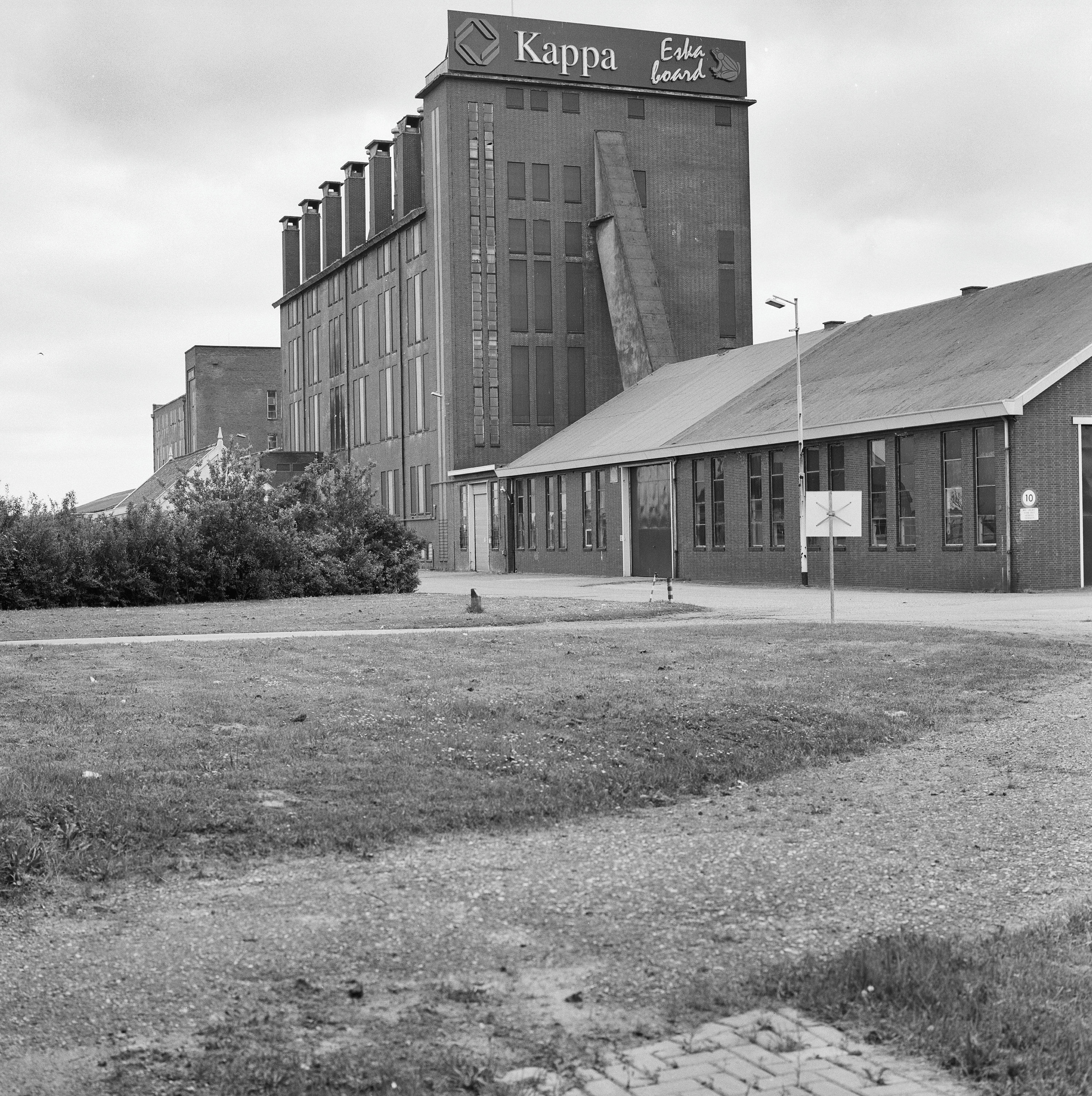
Scholten Kappa Sappemeer 1998
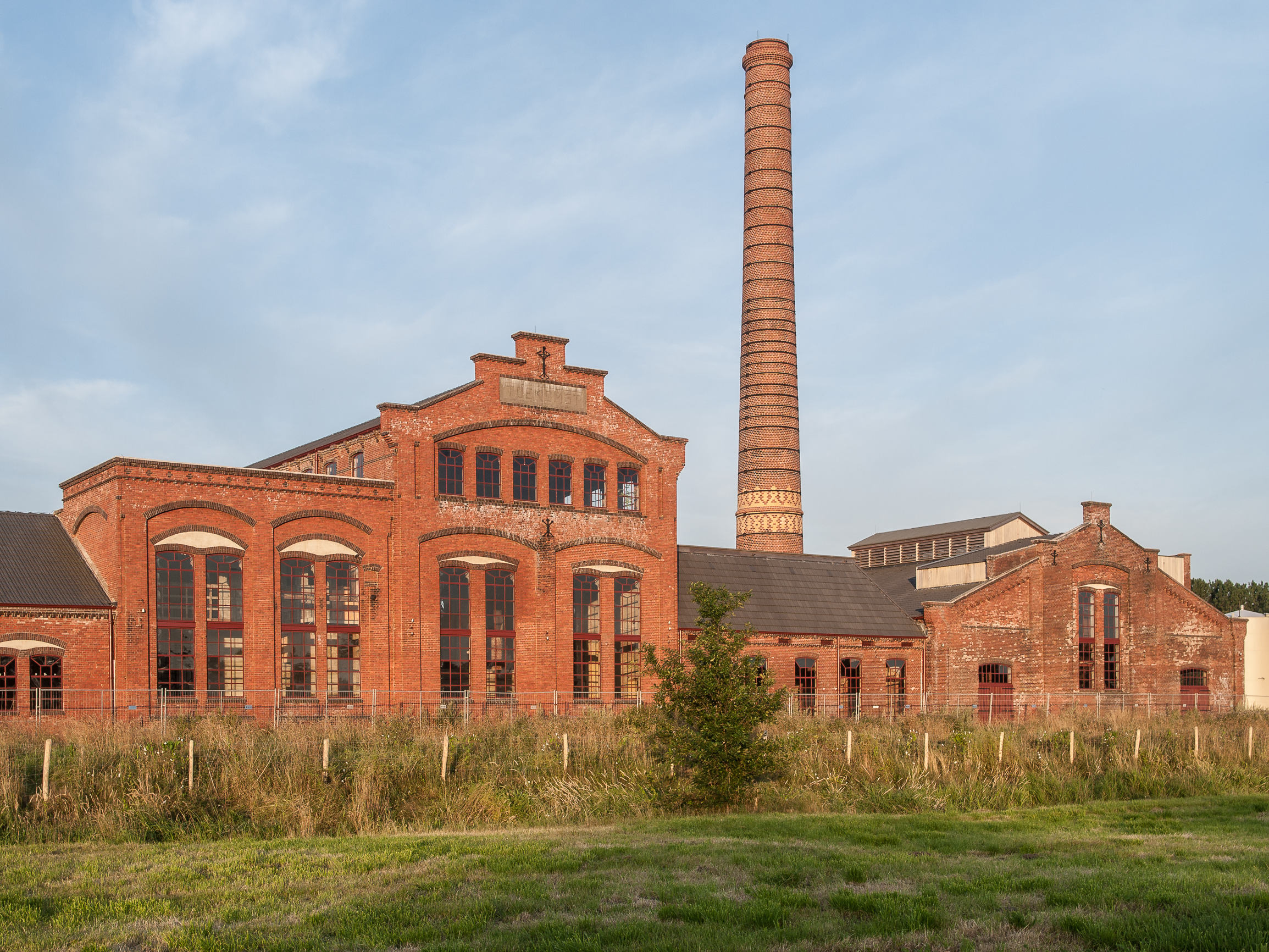
De Toekomst Scheemda 2013
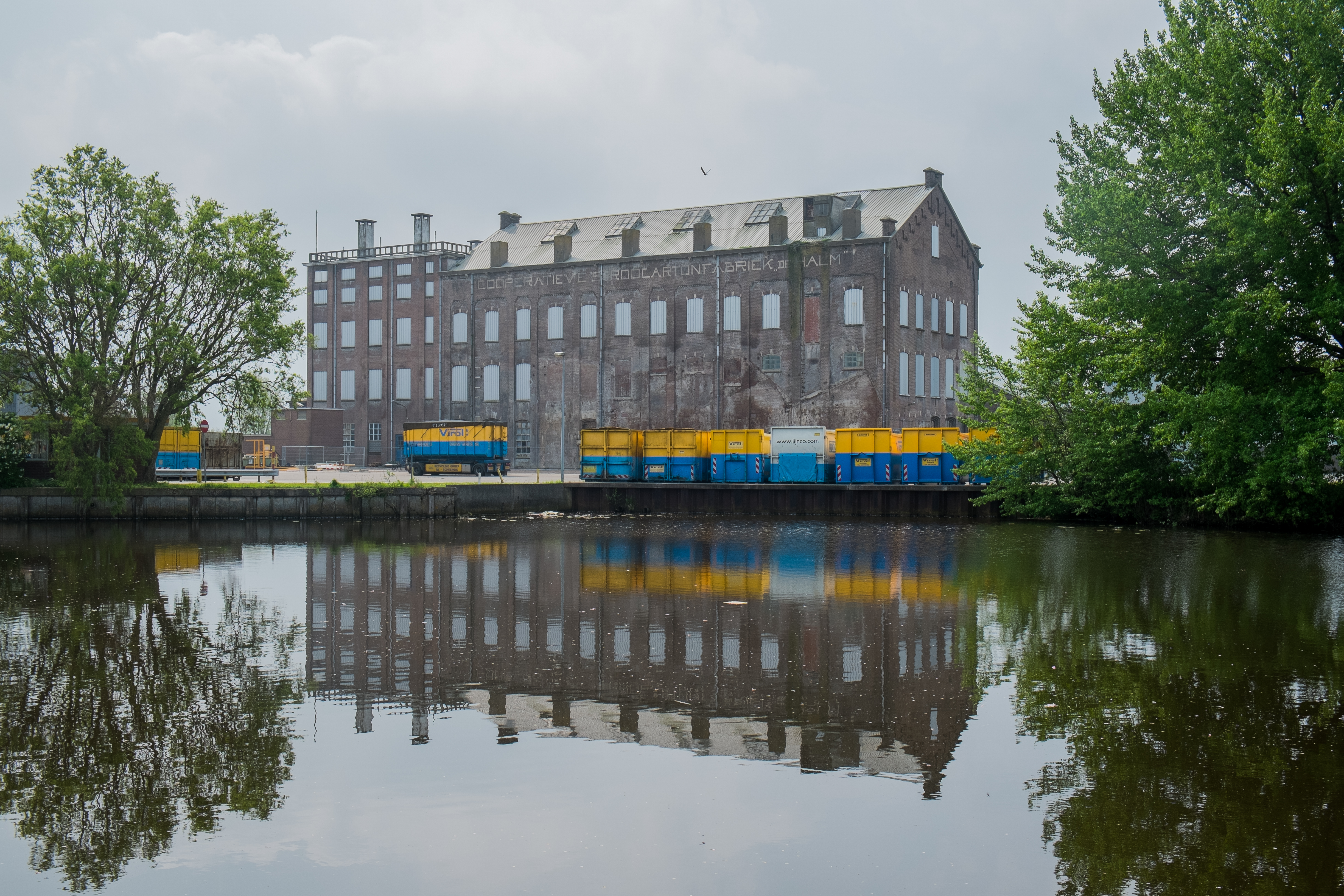
De Halm Hoogkerk 2014

Strokartonfabrieken werden voornamelijk in de laatste decennia van de 19e eeuw in de Groninger Veenkoloniën gebouwd. Vooral Oude Pekela kende een aanzienlijk aantal strokartonfabrieken. Naast particuliere fabrieken verschenen er na enige tijd ook coöperatieve fabrieken, waardoor de boeren een hogere prijs voor hun stro konden bedingen. Stro was afkomstig van de tarweteelt in het nabije Oldambt en Hogeland. Strokarton werd in belangrijke mate naar Engeland geëxporteerd, wat fabrieksnamen als: Albion en Britannia verklaart. De strokartonfabrieken boden werkgelegenheid, maar waren ook een bron van ernstige vervuiling van het oppervlaktewater.
Reeds vanaf halverwege de jaren 60 van de twintigste eeuw vond een geleidelijke omschakeling plaats van stro naar papier- en kartonafval als basisgrondstof voor de productie van karton. Deze verandering werd ingeleid door de opkomst van de maaidorser, die een slechtere kwaliteit stro leverde dan voorheen. Sommige fabrieken konden of wilden de overstap naar oudpapier niet maken en sloten de poorten. Ook de zware investeringen die gepaard gingen  met de steeds strengere reinigingseisen voor afvalwater leidden uiteindelijk tot de sluiting van een aantal fabrieken. De overgebleven bedrijven werden geherstructureerd en kwamen terecht bij papierconcerns als Bührmann-Tetterode (BT), KNP en Kappa.
Alleen "De Halm" in Hoogkerk bleef zelfstandig en kwam pas in 1990 in handen van een ander papierconcern, Jefferson Smurfit. Tegenwoordig wordt in de voormalige strokartonfabrieken uitgegaan van 77% oud papier en 23% houtcellulose als grondstof voor karton.
In 1993 fuseren BT en KNP en maken karton onder de naam Kappa Packaging. Kappa wordt in 1998 verzelfstandigd.
Na de fusie in 2005 van  Kappa Packaging met Jefferson Smurfit gaat de onderneming verder onder de naam Smurfit Kappa. Onder druk van de Europese Mededingingsautoriteit worden de fabrieken in Sappemeer en Hoogezand verzelfstandigd en gaan verder onder de naam Eska Graphic Board.
In 2015 verkoopt Smurfit Kappa het Nederlandse deel van de divisie solid board aan een investeringsmaatschappij. Het nieuwe bedrijf gaat verder onder de naam Solidus Solutions.
| naam | plaats       | start        | sluiting | sloop              | huidige functie | opmerkingen | afbeelding |
| --- | ------------ | ------------ | -------- | ------------------ | --- | --- | ---------- |
| "Scholten" | Sappemeer    | 1878         | nvt      |                    | In bedrijf (Eska) | Oorspronkelijk in 1854 opgericht als moutwijnbranderij door W.A. Scholten. In 1878 omgebouwd tot strokartonfabriek. Deze fabriek, de "N.V. Carton- en Papierfabriek v/h W.A. Scholten" of kortweg "Scholten Carton", maakte tot 1974 deel uit van het Scholten-concern. In 1974 fuseerde Scholten Carton met Verpak ( een samenwerkingsverband bestaande uit de Pekelder kartonfabrieken "Britannia" en "De Kroon", Van Opstal Atlanta uit Tilburg en de golfkartonfabriek Van Dam uit Helmond) tot KAPPA (KArton Productie en PApier). De nieuwe naam van de fabriek was "Kappa Scholten". Dit bedrijf werd in 1977 overgenomen door KNP (Koninklijke Nederlandse Papierfabriek), dat in 1993 met Bührmann-Tetterode NV en VRG-Groep NV fuseerde tot de NV Koninklijke KNP BT. Hieruit ontstond in 1998 Kappa Packaging, dat vervolgens in 2005 fuseerde met het Ierse Jefferson Smurfit tot Smurfit-Kappa. Omdat hiermee een te groot marktaandeel in de massiefkartonsector werd verkregen, werden de papierfabrieken Scholten Carton "De Eendragt" te Sappemeer en Beukema & Co. te Hoogezand afgesplitst en gingen verder onder de naam Kappa Eskaboard, later Eska Graphic Board, vanaf 2016 Eska. Het markante voormalige stropakhuis (1939) van deze fabriek is een rijksmonument. |            |
| "De Dollard" | Nieuweschans | 1888         | nvt      |                    | In bedrijf (Solidus Solutions) | Destijds een van de grootste strokartonfabrieken in Nederland. Een weinig succesvolle voorloper, de Stoomstroocartonfabriek "Nieuweschans", was actief van 1870 tot 1881. Na de sluiting werd de fabriek gesloopt en het terrein verkocht. In 1888 werd door een aantal landbouwers "De Dollard" opgericht en op de oude locatie van "Nieuweschans" werd een nieuwe fabriek gebouwd. Kort na de oprichting werd reeds gepraat over een coöperatie naar voorbeeld van "De Toekomst" en in 1903 leidde dit tot de oprichting van de "Coöperatieve Stroocartonfabriek De Dollard". In 1981 overgenomen door Bührmann-Tetterode. Sinds 2015 onderdeel van Solidus Solutions. In het voorjaar van 2025 werd duidelijk dat het bedrijf in de loop van 2025 gaat sluiten door slechte marktomstandigheden (overcapaciteit) en stijgende energie- en milieukosten. De productie wordt overgenomen door de Solidus-vestigingen in Oude Pekela en Coevorden. . |            |
| Beukema & Co. | Hoogezand    | 1896         | nvt      |                    | In bedrijf (Eska) | Oprichters Jan Evert Scholten en F. Beukema, vanaf 1899 alleen Beukema. In 1973 overgenomen door Bührmann-Tetterode. Vanaf 1994 Kappa Eskaboard, later Eska Graphic Board en daarna (vanaf 2016) Eska. |            |
| "De Kroon" | Oude Pekela  | 1901         | nvt      |                    | In bedrijf (Solidus Solutions) | In 1965 gefuseerd met "Brittannia" tot Verpak N.V. In 1974 fuseert de Verpak groep vervolgens met Scholten Carton en wordt KAPPA gevormd. In 1994 fuseert KNP De Kroon samen met Kappa Brittannia en Triton Karton Pekela tot "Kappa Attica". Sinds 2015 onderdeel van Solidus Solutions. |            |
| "Hollandia" | Coevorden    | 1926         | nvt      |                    | In bedrijf (Solidus Solutions) | Oorspronkelijk de Coöperatieve Drentsch Overijsselsche Stroocartonfabriek (DOS), actief van 1908-1915. Dit bedrijf was tussen 1915-1926 gevestigd in het Duitse Emlichheim. Vanaf 1926 weer actief op de oorspronkelijke locatie van DOS als "Stroocartonfabriek Hollandia-Coevorden NV". Enige strokartonfabriek buiten Groningen. In 1971 overgenomen door Bührmann-Tetterode. Sinds 2015 onderdeel van Solidus Solutions. |            |
| "De Halm" | Hoogkerk     | 1914         | 2024     |                    | | Coöperatief. In de jaren 20 van de vorige eeuw enige tijd de grootste en modernste fabriek in zijn soort in Europa. Tijdens de grote herstructurering van de kartonindustrie aan het eind van de jaren 70 werd De Halm met sluiting bedreigd, Het bedrijf stond lange tijd op de lijst voor sanering en zou volgens die plannen eind 1979 gesloten worden, maar dit kon door fel verzet van de toenmalige directie o.l.v. P.J. Majoor worden voorkomen. De in 1974 aangekochte dochteronderneming "Ons Belang" in Stadskanaal werd in 1978 wel gesloten.Tussen 1979 en 1992 was "De Halm" in handen van een groep particuliere beleggers en de Noordelijke Ontwikkelings Maatschappij (NOM). In 1992 werd het bedrijf als laatst overgebleven onafhankelijke kartonfabriek overgenomen door het Ierse Jefferson Smurfit. Sinds 2015 was "De Halm" onderdeel van het verpakkingsbedrijf Solidus Solutions. In 2023 kondigde Solidus aan dat "De Halm" door stijgende energie- en milieukosten en een dalende omzet niet langer rendabel is en daarom in het eerste kwartaal van 2024 zal worden gesloten. |            |
| "Ceres" | Oude Pekela  | 1898         | 2006     |                    | | Particulier, sinds 1915 coöperatief, ook bekend als Ceres-Sparreboom. Overgenomen in 1976 door Bührmann-Tetterode. In 1989 brengt Bührmann-Tetterode de fabrieken Ceres, Hollandia-Coevorden en Dollard Karton Nieuweschans onder in de nieuwe holding Triton Karton. Na de fusie van KNP, Bührmann-Tetterode en VRG in 1993 gaan Triton Karton Pekela (Ceres), Kappa De Kroon en Kappa Britannia verder als Kappa Attica. Gesloten in 2006. |            |
| "De Eendracht" | Appingedam   | 1908         | 2006     | 2011               | | Coöperatief. In 1968 overgegaan op de verwerking van oud papier. Gesloten in 2006 na faillissement. Problemen ontstonden toen een nieuwe productielijn (KM11) trager in productie kwam dan gepland. Het duurde meer dan een jaar om alle kinderziektes uit de machines te halen. Hierdoor, en doordat de kartonkwaliteit gedurende deze periode nogal te wensen overliet, haakten veel afnemers af. Kort voordat de stekker er definitief werd uitgetrokken functioneerde de machine naar wens, maar deze moest iedere maand minstens een week stilgelegd worden omdat door afzetproblemen de voorraad te groot was geworden. Op het vrijgekomen terrein zullen woningen worden gebouwd. |            |
| "Britannia" | Oude Pekela  | 1913         | 1997     |                    | Tot 2020 was in een deel van het pand een sportschool gevestigd. | In 1965 gefuseerd met "De Kroon" tot Verpak N.V. In 1974 fuseert de Verpak groep vervolgens met Scholten Carton en wordt KAPPA gevormd. In 1993 fuseert Kappa Brittannia samen met KNP De Kroon en Triton Karton Pekela tot 'Kappa Attica'. "Brittannia" wordt vervolgens in 1997 gesloten. Op 12 mei 2025 brak brand uit in de loodsen van Britannia, waar op dat moment duizenden balen hennepstro van vezelverwerker HempFlax lagen opgeslagen.. De enorme vuurzee die ontstond legde een groot deel van het bedrijf in de as. Het (na)blussen van de brand kostte de brandweer meerdere dagen. |            |
| Free & Co. | Oude Pekela  | 1904         | 1994     |                    | Thans in gebruik bij het vezelhennepverwerkende bedrijf HempFlax BV. Een deel van de fabriek is in gebruik bij stichting Siep & Co, welke de oude stoommachine heeft gerestaureerd. | Gebouwd op de plaats van de in 1898 afgebrande aardappelmeelfabriek Orania. Op 15 december 1980 ging Free & Co als laatste strokartonfabriek over op oud papier. Overgenomen in 1974 door KNP. In 1993 fuseerde moederonderneming KNP vervolgens met Bührmann-Tetterode tot KNP-BT. Dit nieuwe bedrijf richtte in 1994 GSF Verpakkingen (Gelria, Sparreboom, Free) op en in 1995 werd een geheel nieuwe fabriek in gebruik genomen waarin de activiteiten van de deelnemende bedrijven geconcentreerd werden. In het grote complex van Free vestigde zich daarna vezelhennepverwerker HempFlax BV. Vanaf 1989 was reeds een stichting actief die zich beijverde voor het behoud van de oude Stork stoommachine uit 1929 die in de toen nog werkende fabriek aanwezig was. Sinds 2015 is de stoommachine van Free & Co weer werkend te bewonderen. |            |
| Okto | Winschoten   | 1973         | 1984     |                    | | De kartonfabriek OKTO, opgericht in 1973 door Kappa, werd in Winschoten gevestigd. Vanaf 1974 participeerde de NOM, op aandrang van minister G. van Aardenne van Economische Zaken (EZ), in OKTO. Het ging om de productie van vouwkarton. Het project mislukte door problemen rond waterzuivering, grondwater, ongeschiktheid van het personeel, stagnatie van de markt, duurder oud papier en duurdere energie en slechte kwaliteit van de dozen. In 1980 werd OKTO failliet verklaard. Onder leiding van Fré Meis vonden er acties tot behoud plaats. Toch verloren 250 mensen hun baan. EZ werd eigenaar en in 1984 viel definitief het doek. Het OKTO-avontuur kostte de NOM ongeveer 100 miljoen gulden. |            |
| "Union" | Oude Pekela  | 1883         | 1978     | 1989               | | Particulier, sinds 1903 coöperatief. In 1968 overgegaan op verwerking van oudpapier. In 1968 kocht dit bedrijf de gebouwen van de een jaar eerder gesloten fabriek Albion en nam deze in gebruik als stro-opslag. In 1973 bouwde Union -geholpen met gelden van zowel de Nederlandse als de Duitse overheid- een golfkartonfabriek in het Duitse Logabirum: "Union Wellpappe GmbH". De opzet was om meer voet aan de grond te krijgen op de Duitse markt. Wegens tegenvallende resultaten werd reeds in 1976 faillissement aangevraagd, waarbij de ca. 65 werknemers ontslag kregen. Union zelf werd in 1978 gesloten tijdens de grote herstructurering van de Groninger kartonindustrie. |            |
| "De Vrijheid" | Veendam      | 1903         | 1978     | 1985               | | Coöperatief. In 1970 werd de kartonnage-afdeling van "De Vrijheid" verkocht aan Erica in Oude Pekela. Na opheffing van de NESSO bundelden "De Vrijheid" en Hooites-Beukema in 1974 hun verkoopactiviteiten in "Kartexco" (Karton Export Combinatie). In 1978 gesloten tijdens de grote herstructurering van de Groninger kartonindustrie. |            |
| "Ons Belang" | Stadskanaal  | 1910         | 1978     | 1984               | | Coöperatief. In 1974 overgenomen door "De Halm" in Hoogkerk. In 1978 gesloten tijdens de grote herstructurering van de Groninger kartonindustrie. |            |
| Hooites-Beukema, vanaf 1948 Coöp. Ver. "De Combinatie Stroverkoopbureau en Strokartonfabriek v/h Hooites-Beukema" G.A. | Hoogezand    | 1869         | 1977     | 1980               | | Particulier. Eerste strokartonfabriek in de provincie Groningen. Ging in 1948 op in de Coöperatieve vereniging tot verkoop en verwerking van stro "De Combinatie". Geliquideerd in 1977 als gevolg van hoge grondstofprijzen, te grote voorraden en naderende milieuverplichtingen. Daarnaast had Hooites-Beukema als kleinere fabrikant vanaf 1974 ernstig te lijden van het opheffen van de NESSO (NEtherlands Strawboard Selling Organisation), een samenwerkingsverband van noordelijke strokartonfabrieken waarin prijs- en productieafspraken werden gemaakt. Hooites-Beukema wist het in een nieuw samenwerkingsverband met De Vrijheid in Veendam ("Kartexco") uiteindelijk nog twee jaar vol te houden, maar op 29 april 1977 moest de fabriek toch sluiten. Voor de 100 werknemers werd ontslag aangevraagd. |            |
| "NV Ericafabrieken" | Oude Pekela  | 1889         | 1971     | 1976-1982          | | In 1969, terwijl de strokartonindustrie in een enorme crisis verkeerde, werd de grootste ooit in Nederland gebouwde stoomketel in deze fabriek in werking gesteld. In een verdere poging de productie op te voeren en veilig te stellen werd nog in 1970 de kartonnage-afdeling van coöperatieve strokartonfabriek De Vrijheid te Veendam overgenomen. Ondanks die uitbreiding groeide onder de 78 werknemers de vrees dat de fabriek het niet zou redden. Deze vrees bleek gegrond, want op 23 januari 1971 liep het laatste karton van de baan en werd het personeel ontslagen. |            |
| "Erica II" | Oostwold     | 1928         | 1971     | 1978               | | In 1928 opgericht door J. Smit en A. Olthof, die de in 1926 gesloten aardappelmeelfabriek "De Drie Provinciën" lieten ombouwen tot strokartonfabriek "Erica II". Deze fabriek had een bredere en wat langzamere kartonbaan dan gebruikelijk. Hierdoor kon een hogere kwaliteit karton geproduceerd worden, welke beplakt met papier o.a. zijn weg vond naar de kartonnage-afdeling van de Erica in Oude Pekela. In de glorietijd werden grote hoeveelheden Blue Band en Brio boterdozen gemaakt voor Van den Bergh & Jurgens (thans Unilever) te Rotterdam. Na het overlijden van oprichter Smit in 1968 kwam het bedrijf in financiële moeilijkheden, waardoor in 1971 sluiting onvermijdelijk werd. |            |
| "Reiderland" | Winschoten   | 1914         | 1968     | 1984               | | Coöperatief. In 1967 gefuseerd met "De Toekomst" in Scheemda. Deze fusie had niet het gewenste resultaat en in 1968 werden beide bedrijven gesloten, waardoor in totaal 273 mensen werkloos raakten. |            |
| "De Toekomst" | Scheemda     | 1900 en 1908 | 1968     | 2005 (oudste deel) | Industrieel monument. In en rondom de gerestaureerde fabriek worden tegenwoordig activiteiten georganiseerd en festivals (o.a. Grasnapolsky) gehouden.                              | Coöperatief. In 1967 gefuseerd met "Reiderland" ïn Winschoten. Deze fusie leidde tot het verlies van in totaal 100 arbeidsplaatsen. Na de fusie ging "De Toekomst" op halve kracht draaien (twee banen), zodat de modernere "Reiderland" met vier banen kon doordraaien. De banen van "De Toekomst" zouden dan in de tussentijd technisch up-to-date gebracht worden. De fusie had niet het gewenste resultaat en in 1968 werden beide bedrijven gesloten, waardoor in totaal 273 mensen werkloos raakten. De gebouwen werden in 1969 verkocht, waarna de fabriek langzaam veranderde in wat wel genoemd werd "de grootste ruïne van Nederland" In 1997 kreeg de "De Toekomst II" (1908) de status van Rijksmonument. Het oudste deel van de fabriek, "De Toekomst I" uit 1900, werd in 2005 gesloopt. Na 40 jaar van verval werd "De Toekomst II" in de periode 2009/2012 grotendeels gerestaureerd (exterieur teruggebracht in oorspronkelijke staat). Er bestaan plannen om "De Toekomst I" (vrijwel identiek aan de nog bestaande fabriek) te herbouwen als hotel. |            |
| "Albion" | Oude Pekela  | 1888         | 1967     | 1981               | | Opgericht door dezelfde groep die de “Union” bouwde. Nadat “Albion” de strokartonproduktie had gestaakt, werd de fabriek in 1919 gekocht door de NV Neo Cartona en omgebouwd tot een fabriek waar karton werd vervaardigd d.m.v. een ontinktingssysteem voor oud papier.Dit werd echter geen succes en "Neo Cartona" moest reeds in 1922 sluiten, waarna de “Erica” de gebouwen enige tijd heeft gebruikt. In 1927 werd de kartonproduktie weer hervat onder de naam “Albion”. In 1965 werd het bedrijf aangekocht door de in NESSO-verband samenwerkende kartonfabrieken, maar door hoge stroprijzen en een algemeen verminderde afzet zonder zicht op echte verbetering werd al in 1967 besloten om dit bedrijf af te stoten. Voor de 90 personeelsleden werd ontslag aangevraagd. De gebouwen werden in 1968 gekocht door "Union", die ze nog een aantal jaren gebruikte voor de opslag van stro. |            |
| "Phoenix" | Veendam      | 1891         | 1964     | 1968               | | Opgericht als Veendammer Papier- en Stroostof Maatschappij. Na een brand in 1894 werd de fabriek herbouwd, bij welke gelegenheid de naam werd gewijzigd in NV Stroostoffabriek "Phoenix". Hoge stroprijzen en veranderende oogstmethoden (de moderne maaidorsers leverden een kortere strohalm) maakten uiteindelijk een lonende exploitatie onmogelijk, waardoor in 1964 werd besloten het bedrijf te sluiten. De meeste van de 180 werknemers konden worden herplaatst bij andere kartonfabrieken in de regio. | [ 6 ]      |
| "Wilhelmina" | Oude Pekela  | 1896         | 1921     | 1927               | | Gesloten in 1921 wegens voortdurende slapte in de verkoop. In 1917 was de fabriek om dezelfde reden ook al eens stilgelegd. In 1923 kochten de Gebr. Drenth, van de gelijknamige aardappelmeelfabriek, het bedrijf met de bedoeling de productie te hervatten. In 1924 werd het Hollandergebouw zelfs nog uitgebreid, maar tot een herstart kwam het niet meer. De gebouwen wisselden nog enige malen van eigenaar en werden in 1927 uiteindelijk gesloopt. |            |
| Coöperatieve Drents-Overijsselse Stroocartonindustrie (DOS)                                                            | Coevorden    | 1908         | 1915     |                    | | Deze fabriek moest in 1915 sluiten vanwege het wegvallen van de handel met Duitsland als gevolg van de Eerste Wereldoorlog. De onderneming werd later verplaatst naar het Duitse Emlichheim, maar werd in 1926 -met behulp van ruimhartige subsidies- op de oorspronkelijke locatie in Coevorden voortgezet onder de naam "Stroocartonfabriek Hollandia-Coevorden NV". |            |
| "Aastroom" | Oude Pekela  | 1875         | 1917     | 1917               | | Eerste strokartonfabriek in Oude Pekela |            |
| Dijkhuis & Zijlma "Ceres"                                                                                              | Ulrum        | 1873         | 1912     | 1916               | | Doorstart in 1891, vanaf 1899 coöperatief. Tussen 1905 en 1912 onderdeel van Ceres Oude Pekela. |            |
| J.G. Kuipers & Co. | Leeuwarden   | 1867         | 1911     | 1978               | | Eerste strokartonfabriek van Nederland. Ook wel bekend als Kuipers & Miedema. Gesloten na een brand in 1911. |            |